# Michal Izdinsky
Michal Izdinsky (Bratislava, 23 de julho de 1992) é um jogador de polo aquático francês, nascido na Eslováquia.

## Carreira
Izdinsky integrou a Seleção Francesa de Polo Aquático que ficou em décimo primeiro lugar nos Jogos Olímpicos de 2016.